# Premiul Bram Stoker pentru întreaga carieră
Premiul Bram Stoker pentru întreaga carieră (Bram Stoker Award for Lifetime Achievement) este un premiu anual acordat de Horror Writers Association (HWA) pentru a recunoaște și a răsplăti autori cu lucrări semnificative de fantezie întunecată și literatură de groază scrise de-a lungul întregii vieții (dar și alte creații sunt acceptabile).
Clive Barker și Robert McCammon au fost desemnați câștigători ai premiului pentru întreaga carieră din  2012 la 7 februarie 2013, ceremonia a avut loc pe 15 iunie la World Horror Convention din New Orleans.

## Câștigători
Comisia anuală a HWA poate acorda până la trei premii, prin acord unanim. Cu toate acestea doar în 1987 au fost trei câștigători.  
- 1987: Fritz Leiber – Frank Belknap Long – Clifford D. Simak
- 1988: Ray Bradbury – Ronald Chetwynd-Hayes
- 1989: Robert Bloch
- 1990: Hugh B. Cave – Richard Matheson
- 1991: Gahan Wilson
- 1992: Ray Russell
- 1993: Joyce Carol Oates
- 1994: Christopher Lee
- 1995: Harlan Ellison
- 1996: Ira Levin – Forrey Ackerman
- 1997: William Peter Blatty – Jack Williamson
- 1998: Ramsey Campbell – Roger Corman
- 1999: Edward Gorey – Charles L. Grant
- 2000: Nigel Kneale
- 2001: John Farris
- 2002: Stephen King – J. N. Williamson
- 2003: Martin H. Greenberg – Anne Rice
- 2004: Michael Moorcock
- 2005: Peter Straub
- 2006: Thomas Harris
- 2007: John Carpenter – Robert Weinberg
- 2008: F. Paul Wilson – Chelsea Quinn Yarbro
- 2009: Brian Lumley – William F. Nolan
- 2010: Ellen Datlow – Al Feldstein
- 2011: Rick Hautala – Joe R. Lansdale
- 2012: Clive Barker – Robert McCammon[2]
- 2013: R. L. Stine – Stephen Jones
- 2014: Jack Ketchum – Tanith Lee

## Multipli câștigători
Șase dintre câștigătorii premiului Stoker  au fost desemnați și SFWA Grand Master de către Science Fiction and Fantasy Writers of America: Leiber, Simak, Bradbury, Ellison, Jack Williamson și Moorcock.